# 尼克·波利泰尼
尼古拉斯·詹姆斯·「尼克」·波利泰尼（英語：Nicholas "Nick" James Bollettieri，1931年7月31日—2022年12月4日）生于美国纽约，著名网球教练，有“网坛教父”之稱。他是美国最大的“尼克‧波利泰尼网球训练营”（Nick Bollettieri Tennis Academy）的创始人及校长，培养出了许多网坛传奇巨星，如阿加西、塞莱斯、贝克尔、莎拉波娃、阿扎伦卡等。

## 早年
生于纽约州佩勒姆，父母均是意大利后裔，父亲詹姆斯是药剂师，母亲玛丽·丽塔是家庭主妇。年轻的尼克热衷运动，在高中时期曾担任美式橄榄球校队的四分卫。1953年毕业于阿拉巴马州春山学院，主修哲学。然后美国陆军服役，军衔至中尉，退伍后进入迈阿密大学法学院，后退学改作网球教练。

## 网坛教父
尼克曾任马塞洛·里奥斯的教练达两年。1978年尼克在佛罗里达州布雷登顿建起了尼克‧波利泰尼网球学校，占地40英亩。学校培养的世界顶尖的网球手包括安德烈·阿加西、吉姆·考瑞尔、莫妮卡·塞莱斯、玛丽·皮尔斯。威廉姆斯姐妹也曾在该校培训数年。安娜·库尔尼科娃、玛丽亚·莎拉波娃、达妮埃拉·汉图楚娃、耶莱娜·扬科维奇、妮科莱·瓦伊迪索娃、萨比娜·利斯基、萨拉·埃拉尼、托米·哈斯、马克斯·米尔内、克萨维埃·马利斯等也曾受训于他。

## 著作
尼克是美国网球杂志的主编。曾出版自传My Aces, My Faults。也曾出版网球教学著作《波利泰尼网球手册》（Bollettieri's Tennis Handbook）及相关的网球教学视频。

## 外部連結
- 官方网站 （页面存档备份，存于）
- IMG Academy （页面存档备份，存于）